# Europese kampioenschappen shotokan karate-do 2024 (ESKA)
De Europese kampioenschappen shotokan karate-do 2024 waren door de European Shotokan Karate-do Association (ESKA) georganiseerde kampioenschappen voor karateka's. De 38e editie van de Europese kampioenschappen ESKA vond plaats in het Portugese Gondomar van 22 tot 24 november 2024.

## Resultaten

### Kata cadetten
| Discipline     | Goud           | Zilver         | Brons             |
| Cadetten heren | Cadetten heren | Cadetten heren | Cadetten heren    |
| -------------- | -------------- | -------------- | ----------------- |
| Individueel    | João Capelo    | Richard Vasek  | Gonçalo Henriques |
| Cadetten dames |                |                |                   |
| Individueel    | Isabela Pinto  | Júlia Martins  | Takács Csenge     |

### Kumite cadetten
| Discipline     | Goud                                                           | Zilver                                                   | Brons                                                     | Brons                                             |
| Cadetten heren | Cadetten heren                                                 | Cadetten heren                                           | Cadetten heren                                            | Cadetten heren                                    |
| -------------- | -------------------------------------------------------------- | -------------------------------------------------------- | --------------------------------------------------------- | ------------------------------------------------- |
| Individueel    | Simonas Kudirka                                                | Jakub Brázda                                             | Mario Hallén                                              | Tiago Valongo                                     |
| Team           | Miroslav Hovorka Jakub Brázda Krystof Petrzilek Viktor Linhart | Tiago Valongo Luciano Novo Francisco Miranda Tomás Bessa | Pijus Sukys Simonas Kudirka Rokas Druteika Dominykas Zala | Yanic Isenring Leon Gutknecht Linus Gabriel Meyer |
| Cadetten dames |                                                                |                                                          |                                                           |                                                   |
| Individueel    | Sana Oubaoune                                                  | Ivana Jakesevic                                          | Norah Hähnel                                              | Lora Dancs                                        |
| Team           | Tereza Mikova Sarka Koritinova Veronika Benesova Anna Benesova | Sana Oubaoune Nora Haag Rinesa Bezera                    | Lucie Hähnel Norah Hähnel Morena Dimaira Tao Berto        | Rojin Rafie Evie Newman Nicole Janowicz           |

### Kata junioren
| Discipline     | Goud                                       | Zilver                                                  | Brons                                       |
| Junioren heren | Junioren heren                             | Junioren heren                                          | Junioren heren                              |
| -------------- | ------------------------------------------ | ------------------------------------------------------- | ------------------------------------------- |
| Individueel    | Pedro Matos                                | Martim Dias                                             | Richard Vasek                               |
| Team           | Martim Dias João Capelo Guilherme Duarte   | Nemanja Savic Aleksandar Djordjevic Djordje Nedeljkovic | Matyas Najman Miroslav Hovorka Lukáš Appelt |
| Junioren dames |                                            |                                                         |                                             |
| Individueel    | Isabela Pinto                              | Nevena Simic                                            | Natalie Jürgensmann                         |
| Team           | Alexandra Neves Laura Santos Isabela Pinto | Natalie Jürgensmann Julie Stevens Patricia Hebbel       | Grace Snowdon Rojin Rafie Ava Coulthard     |

### Kumite junioren
| Discipline     | Goud                                                      | Zilver                                                       | Brons                                                | Brons                                                            |
| Junioren heren | Junioren heren                                            | Junioren heren                                               | Junioren heren                                       | Junioren heren                                                   |
| -------------- | --------------------------------------------------------- | ------------------------------------------------------------ | ---------------------------------------------------- | ---------------------------------------------------------------- |
| Individueel    | Jose Miranda                                              | Rodrigo Morim                                                | Bradley Barker                                       | Pedro Paula                                                      |
| Team           | Francisco Miranda Luciano Novo Rodrigo Morim Jose Miranda | Jake Roberts Alexander Lockett Thomas Hegarty Bradley Barker | Leos Vedral Jiri Krejcar Miroslav Hovorka            | Nemanja Savic Petar Mikic Lazar Simic                            |
| Junioren dames |                                                           |                                                              |                                                      |                                                                  |
| Individueel    | Alexandra Contins                                         | Lora Dancs                                                   | Rebecca Adie                                         | Beatriz Meleiro                                                  |
| Team           | Norah Rizzato Akemi Campari Francesca Babbini             | Alexandra Contins Beatriz Meleiro Rita Ribeiro Eva Flores    | Rojin Rafie Evie Newman Nicole Janowicz Rebecca Adie | Marie Cadova Veronika Benesova Michaela Vaskovska Sara Ferencova |

### Kata senioren
| Discipline     | Goud                                            | Zilver                                            | Brons                                  |
| Senioren heren | Senioren heren                                  | Senioren heren                                    | Senioren heren                         |
| -------------- | ----------------------------------------------- | ------------------------------------------------- | -------------------------------------- |
| Individueel    | Alessandro Bindi                                | Carlo Nardi                                       | Roman Lux                              |
| Team           | Roman Lux Fabian Straub Yannik Drescher         | Francesco Rocchetti Alessandro Bindi Carlo Nardi  | Afonso Torres Fabio Rocha Martim Dias  |
| Senioren dames |                                                 |                                                   |                                        |
| Individueel    | Giulia Gabrieli                                 | Nevena Simic                                      | Marie Prajzlerova                      |
| Team           | Francesca Re Giulia Gabrieli Beatrice Marmiroli | Natalie Jürgensmann Julie Stevens Patricia Hebbel | Rebeka Szalai Lora Dancs Takács Csenge |

### Kumite senioren
| Discipline     | Goud | Zilver | Brons                                                                                   | Brons                                                                                      |
| Senioren heren | Senioren heren                                                                                              | Senioren heren                                                                                                | Senioren heren                                                                          | Senioren heren                                                                             |
| -------------- | --- | --- | --------------------------------------------------------------------------------------- | ------------------------------------------------------------------------------------------ |
| Individueel    | Ethan Armstrong                                                                                             | Jade Stapleton-Smith                                                                                          | Mico Ilic                                                                               | Svjatoslav Prokop                                                                          |
| Team           | Bradley Barker Ethan Armstrong Niall Gilligan Alex Cockx Jade Stapleton-Smith Thomas Hegarty Cameron Graham | Alessandro Tancredi Simone Romani Sergio Pretta Matteo Cuscona Francesco Tinelli Christian Bovo Marco Babbini | Zakaria Rabahi Joshua Otu Maxime Galet Louis Dangremont Mathis Caruso Nikita Buchinskiy | Manuel Ribeiro Helder Pentieiros João Ribeiro Vitor Veiga Jose Miranda Francisco Fernandes |
| Senioren dames | | |                                                                                         |                                                                                            |
| Individueel    | Ingrid Skodvin Mjaatvedt                                                                                    | Miriana Cossa                                                                                                 | Lauriane Guerin                                                                         | Marte Skodvin Mjaatvedt                                                                    |
| Team           | Ninda Wanda Yuniar Marte Skodvin Mjaatvedt Ingrid Skodvin Mjaatvedt                                         | Zora Schöpflin Selin Bagderelli Celina Bachmann Diellza Sejdijaj                                              | Ilana De Craene Lies De Ridder Lauriane Guerin                                          | Rita Ribeiro Beatriz Olhos Beatriz Mendes Eunice Campelo                                   |